# Borovnice (przystanek kolejowy)
Borovnice – przystanek kolejowy w miejscowości Borovnice, w kraju hradeckim, w Czechach. Znajduje się na wysokości 510 m n.p.m.
Jest zarządzany przez Správę železnic. Na przystanku nie ma możliwości zakupu biletów, a obsługa podróżnych odbywa się w pociągu.

## Linie kolejowe
- 030 Jaroměř - Liberec